# Fung Ying Ki
Fung Ying Ki (7 de febrero de 1980-2 de noviembre de 2023) fue un deportista hongkonés que compitió en esgrima en silla de ruedas. Ganó siete medallas en los Juegos Paralímpicos de Verano entre los años 2000 y 2004.

## Palmarés internacional
| Juegos Paralímpicos | Juegos Paralímpicos | Juegos Paralímpicos | Juegos Paralímpicos  |
| Año                 | Lugar               | Medalla             | Prueba               |
| ------------------- | ------------------- | ------------------- | -------------------- |
| 2000                | Sídney (Australia)  | Medalla de oro      | Florete individual A |
| 2000                | Sídney (Australia)  | Medalla de oro      | Sable individual A   |
| 2000                | Sídney (Australia)  | Medalla de oro      | Florete por equipos  |
| 2000                | Sídney (Australia)  | Medalla de bronce   | Sable por equipos    |
| 2004                | Atenas (Grecia)     | Medalla de oro      | Florete individual A |
| 2004                | Atenas (Grecia)     | Medalla de oro      | Sable por equipos    |
| 2004                | Atenas (Grecia)     | Medalla de plata    | Florete por equipos  |